# Antonio Mercader
Antonio Luis Mercader Urvoy (Madrid, España; 29 de agosto de 1944-Montevideo, Uruguay; 29 de enero de 2019) fue un abogado, periodista y político uruguayo de origen español, perteneciente al Partido Nacional.

## Biografía
De padre español y madre francesa, pasa a vivir en Uruguay en 1953.
Su vida, desde su nacimiento en Madrid y sus orígenes catalanes, hasta su padre militar republicano, su tío, Ramón Mercader el asesino de Trosky y su tía Maria Mercader la segunda esposa de Vittorio de Sica, es la que explica su espesor humano y cultural que trasladó a la política, como militante y dirigente del Partido Nacional.
En 1964 comenzó su carrera periodística, trabajando unos meses en el diario La Mañana, para pasar luego a desempeñarse como redactor de El Diario. En misión periodística recorrió distintos países de América Latina y Europa.
En 1965 viaja a Chile gracias a una beca fruto de un acuerdo entre el Círculo de Periodistas Chilenos y la Asociación de la Prensa Uruguaya. A finales de la década de 1960 tuvo un programa periodístico semanal en televisión.
Dos veces Ministro de Educación y Cultura de Uruguay (1992-1995 y 2000-2002), fue uno de los fundadores de la licenciatura de Ciencias de la Comunicación en la Universidad de la República. Fue docente en dicha Universidad y en la Universidad Católica de Uruguay. Investigador Fulbright en comunicación en la Universidad de Puerto Rico y Florida (Gainesville), EE. UU. Fue director de los diarios La Mañana y El Diario de Uruguay. Fue abogado, periodista de extensa trayectoria y autor de varios libros sobre temas de comunicación. 
Se casó con la contadora Rosario Medero, con quien tuvo tres hijas: Pilar, Agustina y Amparo.
Graduado como abogado en la Facultad de Derecho de la Universidad de la República.
Militante en filas del Herrerismo, durante la presidencia de Luis Alberto Lacalle fue comisario del pabellón uruguayo en la Exposición Universal de Sevilla, y luego Ministro de Educación y Cultura entre 1992 y 1995. Fue embajador de Uruguay ante la OEA desde el año 1996 hasta el 2000. 
Posteriormente, durante la presidencia de Jorge Batlle, volvió a ocupar el mismo sillón ministerial (2000-2002), acompañado en la subsecretaría por José Carlos Cardoso Silva.
Docente universitario de Comunicación Social en la UCUDAL.

## Obras
- Tupamaros: estrategia y acción (con Jorge de Vera). Barcelona: Anagrama, 1970.
- El año del León. 1940: Herrera, las bases norteamericanas y el complot nazi. Aguilar, reed. 1999. ISBN 9974653436
- 60 meses que cambiaron al país (Instituto Manuel Oribe, Montevideo, con Eduardo Balcárcel y Rubén Loza Aguerrebere, 1996)